# قيا
قيا قرية تاريخية تقع بالقرب من السويرقية، الواقعة في محافظة المهد التابعة لمنطقة المدينة المنورة.

## التاريخ
ما ذكرة المؤرخون والجغرافيون
- قال البکري الأندلسي (1014 - 1094 م):
«قيّا بكسر أوّله، وتشديد ثانيه، مقصور، على وزن فعلى: ماء مذكور في رسم أبلى، فانظره هنالك.»[1]
- قال نصر الإسكندري (توفي - 561هـ = 1166م)
قیا وأمّا بكسر القاف وتشديد الياء التي تحتها نقطتان: قرية من ديار بني سليم بالحجاز، بينها والسّوارقيّة ثلاثة فراسخ ماؤها أجاج.[2]
- قال الحازمي الهمداني (548 هـ - 584 هـ = 1153 - 1188 م):
قيّا بعد القاف المكسوره باء مشدّده وتحتها نقطتان -: قال الكندي: لأهل السويرقية قرى من حواليهم، منها قريه يقال لها القيا ماؤها أجاج نحو ماء السويرقية، وبينهما ثلاثه فراسخ بها سكان كثيرٌ ومزارع ونخلٌ وشجرٌ، قال الشاعر:[3]

- قال ياقوت الحموي (574هـ- 622هـ = 1178م - 1225م):
قِيّا بكسر أوله، والتشديد، والقصر، قال عرّام:
ولأهل السويرقية قريه يقال لها القيّا وماؤها أجاج نحو ماء السويرقية وبينهما ثلاثه فراسخ، وبها سكان كثيره ومزارع ونخيل وشجر، قال الشاعر:[4]

- قال عبد المومن البغدادي (ابن عبد الحق) (658 - 739 هـ = 1260 - 1338 م):
قيّا بكسر أوله، والتشديد، والقصر: قرية بالسوارقية، بينها وبين السّوارقيّة ثلاثة فراسخ.[5]